# 10142 Sakka
10142 Sakka este un asteroid din centura principală de asteroizi.

## Descriere
10142 Sakka este un asteroid din centura principală de asteroizi. A fost descoperit pe 15 noiembrie 1993 la Dynic de Atsushi Sugie. El prezintă o orbită caracterizată de o semiaxă mare de 2,75 ua, o excentricitate de 0,26 și o înclinație de 11,8° în raport cu ecliptica.